# Roewe RX3
La Roewe RX3 è un'autovettura prodotto dalla casa automobilistica cinese Roewe a partire dal 2017. 

## Descrizione
Il veicolo è un crossover SUV RX3 costruito sulla stessa base della MG ZS si posiziona al di sotto del Roewe RX5.
Meccanicamente segue il classico schema tuttoavanti, con motore traversale e trazione anteriore. A spingere la vettura ci sono due motorizzazioni a benzina entrambe a quattro cilindri: un 1,3 litri turbocompresso e un 1,6 litri aspirato. La potenza viene scaricata a terra grazie a una trasmissione	manuale a 5 velocità o automatico CVT a 6 velocità.